# Elza Monnerat
Elza de Lima Monnerat (Sapucaia, 13 de octubre de 1913 - Sapucaia, 11 de agosto de 2004) fue una activista comunista, dirigente del Partido Comunista de Brasil (PCdoB) e integrante de la Guerrilla del Araguaia.

## Biografía
Descendiente de inmigrantes suizos, Elza nació y creció en la región serrana del estado de Río de Janeiro, cambiándose para Niterói en 1930 con la familia. Se formó y trabajó como profesora primaria hasta entrar para el funcionalismo público en 1939. Afiliada al Partido Comunista de Brasil en 1945, trabajando siempre en los bastidores, fue encargada de ser la arrecadadora de finanzas, tarea inglória y sin reconocimiento público, lejos de la exposición popular conseguida por los parlamentarios del PCdoB pero fundamental para el Partido. Esportista, fue pionera en el alpinismo femenino  y durante el gobierno de Getúlio Vargas escaló lo muero Dos Hermanos, en la zona sur del Río, para pintar el nombre de Iósif Stalin en una de sus encostas.
En febrero de 1962, a los 49 años, fue elegida para el Comité Céntrico junto con militantes como João Amazonas, Maurício Grabois y Pedro Pomar, siendo encargada de revisar el periódico La Clase Obrera, órgano oficial del PCdoB.
En 1964, con la implantación de la dictadura militar, el PCdoB fue gracias a ejercer sus actividades en la más rigurosa clandestinidad, con sus integrantes siendo cazados, prendidos, torturados y muertos. Elza, más una vez, fue encargada de difíciles misiones, como a de montar 'aparatos' donde la dirección del Partido pudiera reunirse en seguridad y donde sus integrantes pudieran vivir escondidos, cuidando también del desplazamiento de los militantes entre estas direcciones.

## Araguaia
En el fin de la década, ella fue designada para viajar al sur del Pará para escoger el área donde el partido pudiera implantar la guerrilla rural destinada a combatir militarmente el régimen militar, en su proyecto de establecer un gobierno socialista en el país. Establecida como pequeña comerciante, junto con otros militantes, y conocida del pueblo local por el codinome de 'Dueña Maria', pasó los años siguientes transportando militantes del sur del país hasta la región escogida, en el local conocido como Pico del Papagaio, al largo del río Araguaia, y haciendo la conexión entre los militantes de la guerrilla con la dirección céntrica en São Paulo.
En el primer semestre de 1972, con la llegada del Ejército al local y el inicio de la primera ofensiva militar en el área, Elza fue gracias a retornar São Paulo cuando llevaba más militantes a la región ya cercada por los militares, permaneciendo fuera del área del conflicto hasta el fin del combates que aniquilaron los guerrilleros del PCdoB.

## Fin de vida
Presa en diciembre de 1976, en el transcurso del episodio conocido como Chacina de la Lapa, cumplió pena hasta 1979, participando hasta de huelgas de hambre junto con otras prisioneras del régimen, ya entonces con más de 60 años. Fue liberada en agosto de 1979, con la Amnistía del gobierno João Figueiredo.
Después de la liberación, lideró y organizó a busca por los cuerpos de los guerrillero abatidos y desaparecidos los años 70. Ya en el fin de la vida, acusó Lúcia Regina Martins (la Regina) de haber traicionado la guerrilla en el Araguaia, al contar a los militares sobre su existencia, permitiendo que fuera descubierta. Murió en agosto de 2004, a los 90 años, tras toda una vida dedicada a la causa socialista. Su nombre bautiza una calle en Guaratiba, Zona Oeste de la ciudad de Río de Janeiro.